# Adrian Mitchell
Adrian Mitchell, né le 24 octobre 1932 à Hampstead Heath et mort le 20 décembre 2008 à North London, est un dramaturge britannique.

## Biographie
Il est membre de la Royal Society of Literature. Il a aussi été nommé au prix de traduction PEN (en).